# Brooklyn (Connecticut)
Brooklyn è un comune di 7 711 abitanti degli Stati Uniti d'America, situato nella Contea di Windham nello Stato del Connecticut.